# Xaychamphone
Xaychamphone (tiếng Lào:ເມື່ອງ ໄຊຈຳພອນ; Xaychamphone) là một muang (mường) thuộc tỉnh Bolikhamsai ở trung Lào .